# Edin-Ådahl
Edin-Ådahl was een Zweedse popgroep die bestond uit de gebroers Bertil & Lasse Edin en de gebroers Simon & Frank Ådahl. 
Ze brachten hun eerste cd uit in 1980. Tien jaar later nam de groep deel aan Melodifestivalen, de Zweedse voorronde voor het Eurovisiesongfestival. Ze kwamen als winnaar uit de bus en versloegen hierbij zelfs de zeer populaire Carola, die al eens 3de was op het songfestival namens Zweden en in 1991 het Eurovisiesongfestival zou winnen. 
Op het Eurovisiesongfestival 1990 in Zagreb trad Edin-Ådahl aan met het lied Som en vind. Het werd geen groot succes, want de groep eindigde met 24 punten op de 16de plaats.
Frank Ådahl zong de rol van Simba in de Zweedse versie van de Disney film Leeuwenkoning in 1994.

## Discografie
- Edin-Ådahl 1980
- Alibi 1982
- Maktfaktor 1983
- Tecken 1986
- Big Talk 1989
- Into My Soul 1990
- Reser till kärlek 1991
- Kosmonaut Gagarins rapport 1992

1958: Alice Babs · 
1959: Brita Borg · 
1960: Siw Malmkvist · 
1961: Lill-Babs · 
1962: Inger Berggren · 
1963: Monica Zetterlund · 
1965: Ingvar Wixell · 
1966: Lill Lindfors & Svante Thuresson · 
1967: Östen Warnerbring · 
1968: Claes-Göran Hederström · 
1969: Tommy Körberg · 
1971: Family Four · 
1972: Family Four · 
1973: Nova · 
1974: ABBA · 
1975: Lasse Berghagen · 
1977: Forbes · 
1978: Björn Skifs · 
1979: Ted Gärdestad · 
1980: Tomas Ledin · 
1981: Björn Skifs · 
1982: Chips · 
1983: Carola · 
1984: Herreys · 
1985: Kikki Danielsson · 
1986: Lasse Holm & Monica Törnell · 
1987: Lotta Engberg · 
1988: Tommy Körberg · 
1989: Tommy Nilsson · 
1990: Edin-Ådahl · 
1991: Carola · 
1992: Christer Björkman · 
1993: Arvingarna · 
1994: Marie Bergman & Roger Pontare · 
1995: Jan Johansen · 
1996: One More Time · 
1997: Blond · 
1998: Jill Johnson · 
1999: Charlotte Nilsson · 
2000: Roger Pontare · 
2001: Friends · 
2002: Afro-Dite · 
2003: Fame · 
2004: Lena Philipsson · 
2005: Martin Stenmarck · 
2006: Carola · 
2007: The Ark · 
2008: Charlotte Perrelli · 
2009: Malena Ernman · 
2010: Anna Bergendahl · 
2011: Eric Saade · 
2012: Loreen · 
2013: Robin Stjernberg · 
2014: Sanna Nielsen · 
2015: Måns Zelmerlöw · 
2016: Frans · 
2017: Robin Bengtsson · 
2018: Benjamin Ingrosso · 
2019: John Lundvik · 
2021: Tusse · 
2022: Cornelia Jakobs · 
2023: Loreen · 
2024: Marcus & Martinus · 
2025: KAJ